# Last Night of the Proms

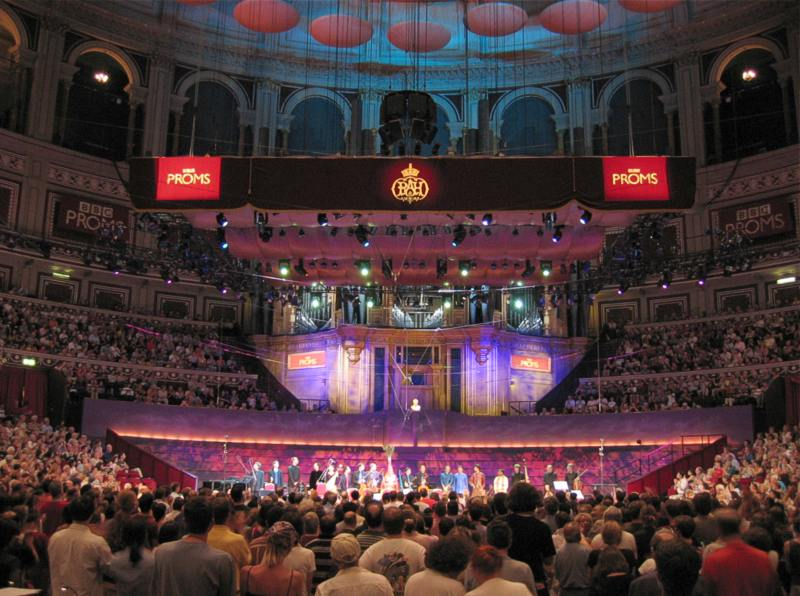
Beeld van de Royal Albert Hall tijdens Last Night of the Proms

De Last Night of the Proms is de traditionele afsluiting van de Proms, een uitgebreide serie klassieke concerten in de Royal Albert Hall, in Londen, Engeland.
Tijdens deze avond wordt een groot aantal "licht klassieke" stukken ten gehore gebracht. Het publiek is feestelijk uitgedost en draagt vlaggen en toeters met zich mee. De Last Night of the Proms vindt veelal plaats op de tweede zaterdag van september.
Het programma wisselt jaarlijks al is er een aantal vaste onderdelen. Zo wordt ieder jaar het standbeeld van de eerste Proms-directeur Sir Henry Wood, gehuldigd. Ook wordt aan het einde van het concert een aantal vaststaande stukken gespeeld, zoals de Mars Pomp and Circumstance nummer 1 van Edward Elgar (waarin het beroemde Land of Hope and Glory door het publiek luidkeels wordt meegezongen) de Fantasia on British Sea Songs (van Henry Wood zelf) en Jerusalem, een compositie van Charles Hubert Parry op het gedicht And did those feet in ancient time van William Blake. De avond wordt traditioneel afgesloten met het God Save the Queen. Tegenwoordig wordt tijdens de uitzending van de Last Night op de BBC "geschakeld" met een aantal parken in het land, bijvoorbeeld Hyde Park in Londen, waar zich grote menigten verzamelen.

## Trivia
- In 2022 werd de Last Night of the Proms afgelast vanwege het overlijden van Koningin Elizabeth.
- In 2023 was tijdens de Last Night of the Proms een groot aantal EU-vlaggen in het publiek zichtbaar. Normaliter zijn het de Union Jack en de vlaggen van Wales en Schotland dominant. Dit protest tegen de Brexit van een aantal jaar daarvoor leidde tot een kleine rel op sociale media.[1]
- De Last Night of the Proms was de inspiratiebron voor de Night of the Proms-concerten die sinds 1985 in België, Nederland en een aantal andere landen worden georganiseerd waarin popmuziek en klassieke muziek worden gecombineerd.